# Allard Palm Beach
Der Allard Palm Beach ist ein zweisitziger Sportroadster, den die britische Firma Allard von 1952 bis 1960 in zwei verschiedenen Generationen baute.
In acht Jahren entstanden insgesamt 80 Exemplare, die mit verschiedenen Vier- und Sechszylinder-Reihenmotoren ausgestattet waren. Zusammen mit dem Coupé Gran Turismo waren dies die letzten von Allard in Großbritannien gefertigten Autos.

## Mark I
Den Palm Beach Mark I gab es entweder mit dem Vierzylinder-Reihenmotor des Ford Consul oder mit dem Sechszylinder-Reihenmotor des Ford Zephyr. Beide Motoren waren obengesteuert.
Das Modell 21C hatte den Vierzylindermotor mit 1508 cm³ Hubraum (Bohrung × Hub = 79,37 mm × 76,2 mm), der 1:6,8 verdichtet war und mit einem Zenith-Vergaser eine Leistung von 47 bhp (34,55 kW) bei 4400/min. lieferte. Die Höchstgeschwindigkeit des 21C wird mit 136 km/h angegeben.
Das Modell 21Z hatte den Sechszylindermotor mit 2262 cm³ Hubraum (Zylindermaße, Verdichtung und Vergaser wie der Vierzylinder), der 68 bhp (50 kW) bei 4000/min. leistete. Der 21Z erreichte eine Höchstgeschwindigkeit von 139 km/h.
Darüber hinaus wurde ein Exemplar des Mark I auf Wunsch des argentinischen Kunden mit einem 4,0-Liter-Dodge-'Red Ram'-V8-Motor ausgestattet.
Die Vorderräder waren einzeln aufgehängt und mit Schraubenfedern versehen. Die starre Hinterachse hatte ebenfalls Schraubenfedern. Der Radstand betrug 2438 mm, die Spurweite vorne/hinten 1295 mm.

## Mark II
Der Palm Beach Mark II wurde 1956 eingeführt und nicht mehr mit Vierzylindermotoren ausgestattet. Stattdessen gab es zusätzlich zum überarbeiteten Ford-Zephyr-Motor ein wesentlich stärkeres Sechszylinder-Aggregat von Jaguar.
Das Modell 72Z hatte den erstarkten Ford-Motor mit 2253 cm³ Hubraum (Bohrung × Hub = 82,55 mm × 79,5 mm), der 1:7,8 verdichtet war und mit einem Zenith-Vergaser eine Leistung von 90 bhp (66 kW) bei 4200/min. lieferte.
Das Modell 72XK hatte den Zweinockenwellenmotor des Jaguar XK 140 mit 3442 cm³ Hubraum (Bohrung × Hub = 83 mm × 106 mm), der 1:8 verdichtet war und mit zwei SU-Vergasern 190 bhp (140 kW) bei 5500/min. leistete. Der 72XK erreichte eine Höchstgeschwindigkeit von 192 km/h.
Das Fahrwerk des Mark I wurde für den Mark II im Wesentlichen übernommen. Die Spurweite vorne/hinten wuchs allerdings auf 1321 mm.